# Cnemoplites fairmairei
Cnemoplites fairmairei är en skalbaggsart som beskrevs av Auguste Lameere 1912. Cnemoplites fairmairei ingår i släktet Cnemoplites och familjen långhorningar. Inga underarter finns listade i Catalogue of Life.